# Bamban
Bamban (Bayan ng Bamban) är en kommun i Filippinerna. Kommunen ligger på ön Luzon, och tillhör provinsen Tarlac. Folkmängden uppgår till 46 360 invånare.
Bamban är indelat i 15 barangayer.

## Källor

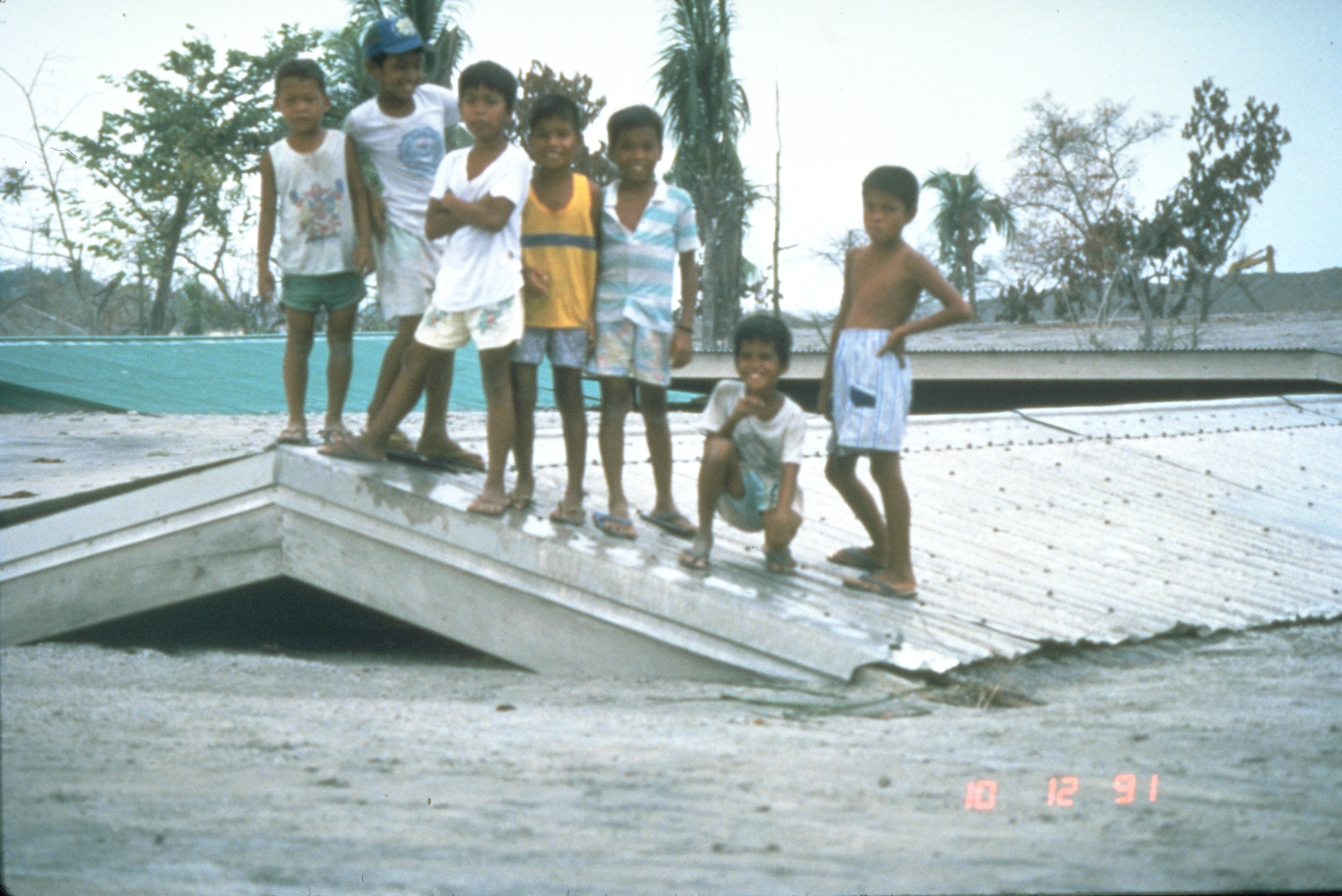